# Oakville (Washington)
Oakville az Amerikai Egyesült Államok északnyugati részén, Washington állam Grays Harbor megyéjében elhelyezkedő város. A 2010. évi népszámlálási adatok alapján 684 lakosa van.
A település gazdasága kezdetben a faiparon alapult. Oakville 1905-ben kapott városi rangot.

## Történet
Az USA és az Egyesült Királyság 1818-as megállapodása értelmében a két ország a mai Oakville-t is magában foglaló területet közösen használja. A térség sűrű erdői miatt sokan a Chehalis folyón közlekedtek. A britek 1846-ban lemondtak tulajdonjogukról az USA javára.
1850-ben a mai Oakville területe préri volt. Az őslakosok tűzgyújtással gátolták az erdők túlterjedését, egyben elősegítették más növények elszaporodását. A térség első fehér lakosai az indiánok segítségével alapították meg városaikat. 1870-ben az Illinois állambeli Crawford megyéből több család érkezett ide. A csoportvezető James Reed Harris kérvényezte egy új postahivatal megnyitását; az „Oakville” nevet a térségben megtalálható tölgyfákra utalva választották. A posta 1873. december 31-én nyílt meg. 1890 körül a Northern Pacific Railway vágányépítésbe kezdett; a vasútállomás a századfordulón nyílt meg. Oakville 1905. december 18-án kapott városi rangot.
A Washingtoni Vasúti Tanács 1909-es jelentésében a következőket írta a városról:
Oakville egy 400 lakosú kisváros, amely a Northern Pacific Railway vonalán, egy fontos faipari körzet központjában fekszik. A térség nyersanyagokban gazdag, az alacsonyabban fekvő részeken pedig kialakult a mezőgazdaság. Oakville egy növekvő város, amely a térség erőforrásainak kihasználásával tovább fog fejlődni.
1906-ban számos faipari vállalkozás (például Oakville Lumber Company, Big Fir Lumber Company és Vance Lumber Company) működött a városban. A település „nevezetes volt a kaszkarabokorkéreg-szállítmányokról”. Jelentős vállalkozások voltak az E. H. Hilton & Co. ruházati gyára, valamint az Oakville Co-Operative Cheese Company üzeme, emellett ékszer-, cipő- és barkácsbolt is működött a településen. Az állami utazó könyvtár élére 1908-ban Clara Trudgeont, a helyi könyvtárost nevezték ki, ezáltal Oakville megkaphatta a 150, cserélődő könyvcsomag egyikét. Oakville hetilapja a The Oakville Cruiser volt. 1919-ben már működött a közösségi központ, a helyi középiskolában pedig négy éves képzést kínáltak.
Az Oakville-i Állami Bankot 1904. augusztus 19-én nyitotta meg C. R. Harper és C. C. Scates; az intézményt a következő évszázadban többször is átnevezték. Ez Washington állam utolsó pénzintézete, amelyet lóháton raboltak ki. A város által rendezett eseményen a versengő csoportok igyekeznek minél jobban rekonstruálni a bűntettet.
1994. augusztus 7-én egy helyi lakos átlátszó, zselészerű anyagról tett bejelentést; állítása szerint ez okozhatta édesanyja betegségét és emiatt pusztult el a macskája. Egy helyi orvos állítása szerint a minták emberi vértesteket tartalmaztak, azonban ezt a környezetvédelmi hatóság cáfolta. A napvilágot látott elméletek szerint az anyag egy repülőgép toalettjéből vagy elhullott medúzákból származhat. Ezek egyikét sem bizonyították, azonban az esettel az országos média (például The New York Times) is foglalkozott, valamint szerepelt a Megoldatlan rejtélyek című sorozatban is.

## Éghajlat
A város éghajlata mediterrán (a Köppen-skála szerint Csb).
| Hónap                                   | Jan. | Feb.  | Már.  | Ápr. | Máj. | Jún. | Júl. | Aug. | Szep. | Okt. | Nov.  | Dec. | Év    |
| --------------------------------------- | ---- | ----- | ----- | ---- | ---- | ---- | ---- | ---- | ----- | ---- | ----- | ---- | ----- |
| Rekord max. hőmérséklet (°C)            | 19,0 | 24,0  | 27,0  | 33,0 | 37,0 | 38,0 | 41,0 | 41,0 | 38,0  | 32,0 | 23,0  | 19,0 | 41,0  |
| Átlagos max. hőmérséklet (°C)           | 7,4  | 9,8   | 12,3  | 15,6 | 19,2 | 21,9 | 25,1 | 25,2 | 22,4  | 16,7 | 11,0  | 7,7  | 16,2  |
| Átlagos min. hőmérséklet (°C)           | 0,1  | 0,8   | 1,5   | 3,0  | 5,4  | 8,2  | 9,8  | 9,9  | 7,8   | 5,1  | 2,4   | 1,0  | 4,6   |
| Rekord min. hőmérséklet (°C)            |      | −16,0 | −11,0 | −7,0 | −6,0 | −6,0 | 1,0  | −4,0 | −5,0  | −9,0 | −17,0 |      | −17,0 |
| Átl. csapadékmennyiség (mm)             | 210  | 161   | 148   | 97   | 60   | 45   | 17   | 29   | 62    | 127  | 196   | 229  | 1381  |
| Forrás: Western Regional Climate Center |      |       |       |      |      |      |      |      |       |      |       |      |       |

## Népesség
A 2010-es népszámláláskor a városnak 684 lakója, 260 háztartása és 176 családja volt. A népsűrűség 478,3 fő/km2. A lakóegységek száma 291, sűrűségük 203,5 db/km2. A lakosok 86,5%-a fehér, 0,6%-a afroamerikai, 5,1%-a indián, 0,9%-a ázsiai, 0,1%-a a Csendes-óceáni szigetekről származik, 4,1%-a egyéb, 2,6%-a pedig kettő vagy több etnikumú. A spanyol vagy latino származásúak aránya 6,6% (   )
A háztartások 36,9%-ában élt 18 évnél fiatalabb. 46,2% házas, 13,5% egyedülálló nő, 8,1% egyedülálló férfi, 32,3% pedig nem család. 22,3% egyedül élt; 7,7%-uk 65 éves vagy idősebb. Egy háztartásban átlagosan 2,63 személy élt; a családok átlagmérete 3,08 fő.
A medián életkor 37,1 év volt. A város lakóinak 26%-a 18 évesnél fiatalabb, 7,2% 18 és 24 év közötti, 27%-uk 25 és 44 év közötti, 25,7%-uk 45 és 64 év közötti, 14%-uk pedig 65 éves vagy idősebb. A lakosok 49,1%-a férfi, 50,9%-a pedig nő.

## Oktatás
Az Oakville-i Tankerület három intézményében 2018 májusában 241-en tanultak. A kerület igazgatótanácsának öt tagját két évre választják; a működéssel kapcsolatos feladatokért a tankerületi felügyelő felelős. A szervezet körülbelül harminc főt foglalkoztat.

## Kultúra
A függetlenség napján a U.S. Route 12-n elhaladó menetet rendeznek. Késő nyáron tartják a cukkini-jubileumot, emellett más rendezvényeket (például tojásvadászat) rendeznek. Az Oakville Regional Event Centerben különféle versenyeket tartanak.
A városháza épületében található könyvtár a Timberland Regional Library része.
A város a régió kulturális örökségének fenntartásáért a Chealis törzzsel együtt dolgozik.

## Nevezetes személyek
- Frank Hinman Waskey, politikus[37]
- Hazel Pete, kosárfonó[38]
- Katherine Van Winkle Palmer, paleontológus[39]

## Fordítás
- Ez a szócikk részben vagy egészben  az   Oakville, Washington című angol Wikipédia-szócikk ezen változatának fordításán alapul.  Az eredeti cikk szerkesztőit annak laptörténete sorolja fel. Ez a jelzés csupán a megfogalmazás eredetét és a szerzői jogokat jelzi, nem szolgál a cikkben szereplő információk forrásmegjelöléseként.